# Liste der Listen der Orden und Ehrenzeichen nach Staat
Dies ist eine Liste der Listen der Orden und Ehrenzeichen nach Kontinent und Staat.

## Europa
| - Albanien - Belgien - Bulgarien - Dänemark - Deutsche Demokratische Republik - Deutschland - Estland - Finnland - Frankreich - Griechenland - Island - Italien - Jugoslawien - Kroatien - Litauen - Luxemburg - Malta - Monaco - Montenegro | - Niederlande - Norwegen - Österreich - Polen - Portugal - Rumänien - Russland - Sowjetunion - Schweden - Schweiz - Serbien - Slowakei - Slowenien - Spanien - Tschechien - Türkei - Ukraine - Ungarn - Vatikanstadt - Vereinigtes Königreich |

## Afrika
- Ägypten
- Gambia
- Ghana
- Namibia
- Sierra Leone

## Asien
- Afghanistan
- Bangladesch
- Volksrepublik China
- Indien
- Israel
- Japan
- Mongolei
- Osttimor
- Thailand

## Nordamerika
- Kanada
- Vereinigte Staaten

## Mittelamerika
- Costa Rica
- Guatemala
- Honduras
- Nicaragua
- Panama

## Südamerika
- Argentinien
- Brasilien
- Chile